# ダルシャーン
ダルシャーン (Darshaan) とは、イギリスで生産され、フランスで調教を受けた競走馬である。1984年のジョッケクルブ賞（フランスダービー）に優勝し、種牡馬としても成功を収めた。半妹にヴェルメイユ賞優勝馬ダララ (darara) がいる。

## 戦績
1983年9月にデビューし、5着。2走目で初勝利、続くクリテリウムドサンクルー(G2)で重賞初勝利を挙げた。
1984年はグレフュール賞(G2)、オカール賞(G2)と重賞を連勝し、ジョッケクルブ賞（フランスダービー）ではアイリッシュ2000ギニー優勝馬サドラーズウェルズや後の凱旋門賞馬レインボウクエストを下し優勝した。その後2走するも勝てず現役を引退。1984年のフランス最優秀3歳牡馬に選出されている。

## 種牡馬
引退後は種牡馬となり、コタシャーン、ダラカニ、マークオブエスティームなど多くの活躍馬を輩出した。ダラカニ、マークオブエスティームからは既にG1競走優勝馬が輩出されており、ミルリーフ系の中でも最も活力のある血統である。
日本では阪神3歳牝馬ステークス2着のキュンティアがいる程度だが、ブルードメアサイアーとして短距離で活躍したサニングデールを輩出している。

### 主な産駒
- 1987年生
  - ヘレニック（Hellenic） - ヨークシャーオークス
- 1988年生
  - コタシャーン（Kotashaan） - ブリーダーズカップ・ターフ、サンルイレイステークス、サンフアンカピストラーノ招待ハンデキャップ
- 1993年生
  - マークオブエスティーム（Mark of Esteem） - 2000ギニー、クイーンエリザベス2世ステークス
  - キーチェンジ（Key Change） - ヨークシャーオークス
- 1995年生
  - ムタマム（Mutamam） - カナディアンインターナショナルステークス
- 1996年生
  - セルリアンスカイ（Cerulean Sky） - サンタラリ賞
- 1998年生
  - ディルシャーン（Dilshaan） - レーシングポストトロフィー
  - オルデンタイムズ（Olden Times） - ジャンプラ賞
- 2000年生
  - ダラカニ（Dalakhani） - 凱旋門賞、ジョッケクルブ賞、リュパン賞
  - メゾソプラノ（Mezzo Soprano） - ヴェルメイユ賞
- 2001年生
  - ネックレス（Necklace） - モイグレアスタッドステークス

### 母の父としての主な産駒
- 1994年生
  - エバディーラ（Ebadiyla） - アイリッシュオークス、ロワイヤルオーク賞
- 1995年生
  - ザインタ（Zainta） - ディアヌ賞、サンタラリ賞
- 1996年生
  - センダワール（Sendawar） - プール・デッセ・デ・プーラン、ムーラン・ド・ロンシャン賞、セントジェームズパレスステークス、イスパーン賞
  - エダビヤ（Edabiya） - モイグレアスタッドステークス
- 1997年生
  - マリエンバード（Marienbard） - 凱旋門賞、ドイツ賞、バーデン大賞
- 1999年生
  - ハイシャパラル（High Chaparral） - レーシングポストトロフィー、ダービーステークス、アイリッシュダービー、ブリーダーズカップ・ターフ2回、アイリッシュチャンピオンステークス
  - イズリントン（Islington） - ヨークシャーオークス2回、ブリーダーズカップ・フィリー&メアターフ、ナッソーステークス
  - サニングデール（高松宮記念）
- 2000年生
  - イエスタデイ（Yesterday） - アイリッシュ1000ギニー
- 2001年生
  - アレクサンダーゴールドラン（Alexander Goldrun） - プリティーポリーステークス2回、香港カップ、ナッソーステークス、オペラ賞
- 2002年生
  - シャワンダ（Shawanda） - アイリッシュオークス、ヴェルメイユ賞
- 2003年生
  - ダルシ（Darsi） - ジョッケクルブ賞
- 2008年生
  - プールモア（Pour Moi） - ダービーステークス

## 血統表
| ダルシャーンの血統（ミルリーフ系／Astronomie4×5=9.38%、Umidwar5×4=9.38%） | ダルシャーンの血統（ミルリーフ系／Astronomie4×5=9.38%、Umidwar5×4=9.38%） | ダルシャーンの血統（ミルリーフ系／Astronomie4×5=9.38%、Umidwar5×4=9.38%） | （血統表の出典）    | （血統表の出典） |
| 父 Shirley Heights 1975 鹿毛                                              | 父の父Mill Reef 1968 鹿毛                                                 | Never Bend                                                                | Nasrullah           | Nasrullah        |
| 父 Shirley Heights 1975 鹿毛                                              | 父の父Mill Reef 1968 鹿毛                                                 | Never Bend                                                                | Lalun               |                  |
| 父 Shirley Heights 1975 鹿毛                                              | 父の父Mill Reef 1968 鹿毛                                                 | Milan Mill                                                                | Princequillo        | Princequillo     |
| 父 Shirley Heights 1975 鹿毛                                              | 父の父Mill Reef 1968 鹿毛                                                 | Milan Mill                                                                | Virginia Water      |                  |
| 父 Shirley Heights 1975 鹿毛                                              | 父の母Hardiemma 1969 栗毛                                                 | *ハーディカヌート                                                         | *ハードリドン       | *ハードリドン    |
| 父 Shirley Heights 1975 鹿毛                                              | 父の母Hardiemma 1969 栗毛                                                 | *ハーディカヌート                                                         | Harvest Maid        |                  |
| 父 Shirley Heights 1975 鹿毛                                              | 父の母Hardiemma 1969 栗毛                                                 | Grand Cross                                                               | Grandmaster         | Grandmaster      |
| 父 Shirley Heights 1975 鹿毛                                              | 父の母Hardiemma 1969 栗毛                                                 | Grand Cross                                                               | Blue Cross          |                  |
| 母 Delsy 1972 黒鹿毛                                                      | 母の父Abdos 1959 黒鹿毛                                                   | Arbar                                                                     | Djebel              | Djebel           |
| 母 Delsy 1972 黒鹿毛                                                      | 母の父Abdos 1959 黒鹿毛                                                   | Arbar                                                                     | Astronomie          |                  |
| 母 Delsy 1972 黒鹿毛                                                      | 母の父Abdos 1959 黒鹿毛                                                   | Pretty Lady                                                               | Umidwar             | Umidwar          |
| 母 Delsy 1972 黒鹿毛                                                      | 母の父Abdos 1959 黒鹿毛                                                   | Pretty Lady                                                               | La Moqueuse         |                  |
| 母 Delsy 1972 黒鹿毛                                                      | 母の母Kelty 1965 鹿毛                                                     | *ヴェンチア                                                               | Relic               | Relic            |
| 母 Delsy 1972 黒鹿毛                                                      | 母の母Kelty 1965 鹿毛                                                     | *ヴェンチア                                                               | Rose o'Lynn         |                  |
| 母 Delsy 1972 黒鹿毛                                                      | 母の母Kelty 1965 鹿毛                                                     | *マリラ                                                                   | Marsyas             | Marsyas          |
| 母 Delsy 1972 黒鹿毛                                                      | 母の母Kelty 1965 鹿毛                                                     | *マリラ                                                                   | Albanilla F-No.13-c |                  |